# Китой-Бей (гидроаэропорт)
Гидроаэропорт Китой-Бей (англ. Kitoi Bay Seaplane Base), (ИАТА: KKB, FAA LID: KKB) — гражданский гидроаэропорт, расположенный в районе Китой-Бей (Аляска), США. Гидроаэропорт принадлежит Управлению рыболовства штата Аляска.
Деятельность гидроаэропорта субсидируется за счёт средств Федеральной программы США Essential Air Service (EAS) по обеспечению воздушного сообщения между небольшими населёнными пунктами страны.

## Операционная деятельность
Гидроаэропорт Китой-Бей расположен на высоте уровня моря и эксплуатирует одну взлётно-посадочную полосу, предназначенную для приёма гидросамолётов:
- E/W размерами 1 219 x 305 метров.

За период с 31 декабря 2006 года по 31 декабря 2007 года Гидроаэропорт Китой-Бей обработал 1 800 операций взлётов и посадок самолётов (в среднем 150 операций ежемесячно), из них 83 % — аэротакси и 17 % — авиация общего назначения.